# Не топтати фашистському чоботі нашої батьківщини
«Не топтати фашистському чоботові нашої батьківщини» — радянський короткометражний мальований мультфільм-плакат 1941 р., знятий в перші тижні Великої Вітчизняної війни (закінчений 18 липня 1941). Фільм знаходиться в суспільному надбанні, тому що випущений понад 70 років тому.

## Сюжет
Фашист, зображений у вигляді потворної антропоморфної свині, топче країни Європи: Чехословаччину, Польщу, Данію, Югославію та Грецію, а також скидає бомби на Голландію (так у фільмі), Бельгію та Францію. Щойно противник наступає на СРСР, його відразу атакує Червона Армія. Передбачається безперечна перемога над ворогом.

## Музичний супровід
У мультфільмі звучить музика п'ятої частини кантати Сергія Прокоф'єва «Олександр Невський» ― «Льодове побоїще» ― і популярний «Марш радянських танкістів» у виконанні Петра Киричека та ансамблю Александрова.